# Lista postaci Świata Dysku
Lista fikcyjnych postaci z powieściowego cyklu Świat Dysku Terry’ego Pratchetta.

## Gardło Sobie Podrzynam Dibbler
Gardło Sobie Podrzynam Dibbler (znany też jako G.S.P. Dibbler, w rzeczywistości Geronimo Sebastian Procjusz Dibbler) – drobny handlarz, kręcący się po ulicach z przenośną tacą i sprzedający przekąski, głównie paszteciki z mięsnym nadzieniem (jak sam twierdzi, choć jest to informacja niesprawdzona – ich konsumenci mają zgoła inne wrażenia) oraz kiełbaski w bułce. Nie gardzi też żadnym innym interesem, byleby tylko przyniósł zysk. Kilkukrotnie usiłował poszerzyć ofertę, wkraczając nie tylko na obszar przekąsek dla innych gatunków istot, jak np. trolle (buły manganowe, łupki w bułce), ale i w wielki biznes przemysłu muzycznego (Muzyka duszy) czy filmowego (Ruchome obrazki).
Gardło Sobie Podrzynam Dibbler jest postacią uniwersalną, mającą swoich odpowiedników na całym Dysku: w Omni jest to Rękę Sobie Odrąbuję Dhblah, zaś w Hunghungu, stolicy Imperium Agatejskiego – Wnętrzności Sobie Wypruwam Honorowo Dibhala. Rincewind w swoich licznych podróżach napotkał także Al-jibliego z Klatchu, Obym Nigdy Nie Doznał Oświecenia Dhiblanga, Diba Dibblossonsona, Niech Mnie Wkopią Do Mojego Własnego Przerębla Dibukiego, Żebym Własną Strzałkę Połknął Dlang-Dlanga oraz sprzedawcę pływających pasztecików Uczciwy Interes Dibblera z Czteriksów.
Pomysł przydomka Gardło sobie podrzynam podsunął Dibblerowi John Keel w Straży nocnej.
Postać została uznana za jedna z dziesięciu najlepszych fikcyjnych postaci ze Świata Dysku
Nazwa postaci została użyta do epitetu gatunkowego wymarłego gatunku kredowego drzewa iglastego z Wielkiej Brytanii: Sulcatocladus dibbleri

## Cohen Barbarzyńca
Cohen Barbarzyńca – najsławniejszy barbarzyńca Świata Dysku. Mimo że z racji swojego wieku już dawno powinien przejść na emeryturę to nadal jest największym bohaterem Dysku. Jest stary, nie ma jednego oka, większości zębów (używa protezy z diamentowych zębów trola), całe ciało ma pokryte bliznami.

## Igory
Klan humanoidów, w którym wszyscy mężczyźni mają na imię „Igor”, a kobiety – „Igorina”. Charakterystyczną cechą Igorów są liczne blizny po szwach, będące efektem licznych operacji, w wyniku których Igory mogą mieć też dodatkowe palce, oczy różnego koloru itp. Często te dodatkowe (lub zamienione) części ciała pochodzą od zmarłych krewnych, którzy dbają o to by żaden Narząd, będący w dobrym stanie, się nie zmarnował. Wszyscy członkowie klanu Igorów są wyśmienitymi chirurgami – a ślady po szwach są znakiem rozpoznawczym klanu, a nie dowodem ich niskich umiejętności, czego dowodem są żeńskie Igory (Igoriny), będące zazwyczaj wielkimi pięknościami (choć dla tradycji zachowują jedną czy dwie widoczne blizny). Męskie Igory są na ogół mocno zbudowane, kuleją i bardzo wyraźnie seplenią.
Igory zamieszkują głównie Überwald i tradycyjnie są służącymi tamtejszych rodów arystokratycznych wampirów. Są bardzo przywiązane do tradycji i do należytego – według nich – decorum wampirzych posiadłości (skrzypiące drzwi, kapiące świece itp. elementy typowe dla horrorów), i dbają o ich właściwe zachowanie. Często też pracują dla rozmaitych szalonych naukowców, ze względu na swoje zdolności manualne.
Postacie Igorów nawiązują do pojawiających się w komiksach i w kinie postaci służących (przedstawianych jako postacie zbliżone wyglądem do Igorów), którzy wykonują dla swych mocodawców brudne” prace typu pozyskiwania mózgów. Igory nie mają odpowiedników w folklorze.
Igory pojawiają się po raz pierwszy w Carpe Jugulum.

## Golemy
Są to produkowane w dawnych czasach wielkie, bardzo silne, gliniane istoty, ożywione magicznie, poprzez włożenie do ich głów kartek z zaklęciami, zwanych chemami (tekst zapisany jest w języku dawnej religii, a zapisać go musi kapłan). Nie potrafią samodzielnie mówić, ani myśleć, dopóki do ich głów nie włoży się odpowiednich rozkazów. Są bardzo trudne do zniszczenia, odporne na wysokie temperatury i wodę, nigdy się nie męczą i mogą pracować bez przerwy w najtrudniejszych warunkach. Są przez to stosowane do wykonywania monotonnych, ciężkich robót (aczkolwiek raz na jakiś czas robią sobie przerwę na „dzień święty”). Nie jest jasne kto je stworzył, ale ważnym centrum ich budowy było starożytne miasto Um (co jest opisane w „Świecie finansjery”); inne dawne golemy (nieznanego pochodzenia), tworzące Czerwoną Armię strzegącą cesarskiego grobu, zbudził do życia Rincewind na Kontynencie Przeciwwagi („Ciekawe czasy”).
Tradycyjnie nie mogły mówić, a porozumiewały się dzięki kamiennym tabliczkom, które nosiły na szyjach i na których pisały. Dano im możliwość używania głosu, gdy jeden z nich – Dorfl – zatrudnił się w straży miejskiej, której komendant Samuel Vimes nalegał, by jego funkcjonariusz mógł mówić. Obecnie golemy mają prawo, dzięki Vetinariego być swoimi własnymi właścicielami; wykupują za zarobione pieniądze kolejne golemy, a nakazy, które noszą w głowach są już ich własne. Pozostają wszakże niestrudzonymi pracownikami i głęboko moralnymi istotami; choć mogą już krzywdzić ludzi (wcześniej miały zakaz), to „jedynie na polecenie legalnej władzy”.
Golemy Świata Dysku są oparte na legendzie o golemie, którego stworzył rabin Jehuda Löw ben Becalel.

## Trolle
W Świecie Dysku trolle są kamiennymi istotami (forma życia oparta na krzemie), najdłużej zamieszkującymi Dysk.
Przystosowane są do życia w niskich temperaturach – w cieple ich krzemowe mózgi tracą zdolność nadprzewodnictwa, więc zaczynają bardzo powoli myśleć. Z tego powodu są, mimo swej siły, lekceważone przez ludzi. Podobnie jak u krasnoludów, ich naturalnym środowiskiem są góry, co jest przyczyną wzajemnej nienawiści rasowej.
W górach trolle tradycyjnie zajmowały się siedzeniem pod mostami i czyhaniem na nieuważnego podróżnego, obecnie zajęcie to jest rzadko spotykane z powodu emigracji trolli na tereny zamieszkanych przez ludzi. Jako kamienne stworzenia jedzą kamienie i ignorują rośliny (dla trolli wszystkie rośliny to jedno i to samo – mają tylko jedno słowo opisujące rośliny) jako rzeczy niejadalne. Większość zwyczajów (także zaloty) ma bardzo bliski związek z biciem się kamieniami po głowach. Gdy troll zaczyna „filozofować” i coraz bardziej rozmyślać nad sensem istnienia, zmienia się w kamień na zawsze.
Trolle tradycyjnie liczą w systemie czwórkowym: jeden, dwa, trzy, dużo, dużo-jeden, dużo-dwa, dużo-trzy, dużo-dużo, dużo-dużo-jeden, ..., dużo-dużo-dużo-trzy, mnóstwo. (Jak widać, dużo także jest liczbą.) Kiedy Detrytus (najczęściej pojawiający się w książkach troll) uczył się porządnie liczyć, mówił „szesnaście, osiem, cztery, jeden” (w systemie dwójkowym), albo z trudem „dwa-dzieścia dziewięć”, „Trzy-sto. Sześć-dziesiąt. Cztery cegły” (w systemie dziesiętnym). Kiedy w chłodni stał się geniuszem, policzył cegły w dwójkach, w dziesiątkach i w szesnastkach, a także sprowadził całą matematykę do jednego znaku „=”.
Nawet tak „prymitywne” istoty jak trolle mają problemy cywilizacyjne – wśród nich pojawili się handlarze narkotyków – slabu.
Dyskowe trolle w pewien sposób przypominają komputery. Podobieństwa są następujące:
- wykorzystują nadprzewodnictwo
- są formą życia opartą na krzemie
- liczą w systemie dwójkowym i w systemach pokrewnych

W Kolorze magii morskim trollem jest nazwany zbudowany z wody Tethis – humanoidalna istota z innego Dysku, z Bathys.

## Zwierzęta

### Greebo
Greebo – kot Niani Ogg. Zawsze skory do bójki jednooki kocur, któremu większość zwierząt w Lancre woli zejść z drogi. Ze względu na dość odstręczający zapach, wygląd i zachowanie unikany także przez ludzi, jedynie jego właścicielka wciąż postrzega go jako słodkie, rozkoszne kociątko. Greebo nie zwykł ustępować pola żadnemu stworzeniu, zapędził na drzewo nawet niedźwiedzicę, a w Wyprawie czarownic dał radę i wampirowi (mysz, nawet ze skrzydłami, nie jest tym, co powinno pojawiać się w pobliżu kota). W tej samej powieści Babcia Weatherwax i Niania Ogg, przymuszone okolicznościami, dają mu na jakiś czas ludzką postać, co pozwala zrozumieć, dlaczego kotki krzyczą po nocach – jednooki, zawadiacki pirat jest bardzo sexy. W „Maskaradzie” ponownie na krótki czas zostaje przemieniony w człowieka. Jedyne stworzenia, których boi się Greebo to gnomy z klanu Mac Nac Feegle (Carpe Jugulum, Kapelusz Pełen Nieba) oraz Ty, biała kotka babci Weatherwax.
W Panach i damach Greebo posłużył Terry’emu Pratchettowi do rozszerzenia paradoksu kota Schrödingera – kot zamknięty w pudełku może być żywy, martwy albo bardzo wściekły.
Nazwa postaci została użyta do epitetu gatunkowego wymarłego gatunku kredowego rośliny nagonasiennej z Wielkiej Brytanii: Sciadopityoides greeboana.

## Antropomorficzne personifikacje

### Jeźdźcy Apokalipsy
Jeźdźcy Apokalipsy to parodia biblijnych postaci z Objawienia św. Jana. Należą do nich Głód, Śmierć, Wojna i Zaraza. W powieści Złodziej czasu zostaje przedstawiony piąty Jeździec Apokalipsy – Chaos (Ronnie Socha), który odszedł od pozostałych zanim stali się sławni i zajął się branżą mleczarską.

### Śmierć Szczurów
Śmierć Szczurów, nazywany też Mrocznym Piskaczem, to „nie całkiem antropomorficzna personifikacja” ocalała po pokonaniu, przez Śmierć, audytorów rzeczywistości i Nowego Śmierć. Jest to szczurzy szkielet w kapturze, chodzący na tylnych łapach. Tak jak pierwowzór, Śmierć Szczurów mówi wielkimi literami, aczkolwiek jest to na ogół tylko PIP! i „SNH”.

### Wróżka Zębuszka
Wróżka Zębuszka, to przełożona Zębowych Wróżek (zawód, wykonywany przez dziewczęta ze Świata Dysku, polegający na „wymianie” dziecięcych zębów na ankhmorporskie dolary. Jest pierwszym na świecie strachem, który zmienił kwalifikacje. Do ekwipunku przeciętnej Wróżki Zębuszki należą: drabina, obcęgi, notesik z nazwiskami i adresami dzieci oraz sakiewka z monetami).

### Inne antropomorficzne personifikacje
- Antropomorficzne personifikacje przypadkiem stworzone przez magów Niewidocznego Uniwersytetu:
  - Gnom Kurzajka[8]
  - Wróżka Radości – smutna, wiecznie pociągająca nosem kobieta, emanująca rozpaczliwą wesołością i wypychająca rękawy swetra chusteczkami[8]
  - Wróżka Wypadających Włosów – gnom wyrywający włosy i zostawiający je na szczotce lub w odpływie wanny[8]
  - Pożeracz (Złodziej) Ołówków[8]
  - Pożeracz skarpetek – stworzonko, przypominające miniaturowego słonia z szeroką trąbą wciągające skarpetki[8]
  - Ręcznikowe Osy[8]
- Azrael – Śmierć Wszechświatów
- Czas
- Duchociastna Kaczka[8]
- Jack Frost
- Śmierć Pcheł – Obok Śmierci Szczurów, jedyna „nie całkiem antropomorficzna personifikacja” ocalała po pokonaniu, przez Śmierć, audytorów rzeczywistości i Nowego Śmierć[7].
- Wiedźmikołaj – odpowiednik św. Mikołaja, rozdaje dzieciom prezenty w Noc Strzeżenia Wiedźm
- Skrzat Zębów Mądrości

## Bogowie

### Bogowie Djelibejbi
- Bast – kociogłowy bóg[9] rzeczy zostawionych na progu albo na wpół przetrawionych pod łóżkiem[potrzebny przypis]
- Bunu – koziogłowy bóg kóz[9]
- Cephut – bóg sztućców[9]
- Chefet – psiogłowy bóg metalurgii[9]
- Fhez – krokodylogłowy bóg Dolnego Djelu[9]
- Hat – sępiogłowy bóg niespodziewanych gości[9]
- Jeht – przewoźnik słonecznego globu[9]
- Juf – bóg papirusu[9]
- Ket – ibisogłowy bóg sprawiedliwości[9]
- Khefin o Dwóch Twarzach – bóg bram[9]
- Put – lwiogłowy bóg sprawiedliwości[9]
- Sarduk – bogini jaskiń[9]
- Sessifet – bogini popołudnia[9]
- Silur – bóg o głowie suma[9]
- Skarabeusz Popychający Kulę Słońca[9]
- Teg – koniogłowy bóg rolnictwa[9]
- Thrrp – woźnica rydwanu słońca[9]
- Tzut – wężogłowy bóg Górnego Djelu[9]
- Vut – psiogłowy Bóg Wieczoru[9]

### Pozostali bogowie
- Alohura – bogini błyskawic
- Aniger – bogini rozgniecionych zwierząt
- Anoia – bogini rzeczy zacinających się w szufladach (dawniej wulkanów)
- Astoria – bogini miłości
- Bibulous – bóg wina[8] i rzeczy na patyku
- Bilious – „o, bóg” kaca[8]
- Bóg Niestrawności[8]
- Bóg Powietrza
- Chondrodite – bóg miłości
- Co – bogini nieba
- Cubal – bóg ognia
- Erata – bogini nieporozumienia, nieładu (lecz nie chaosu) i „Tego, co nie wie, czym To jest” – występuje w grze Discworld Noir
- Fedecks – Posłaniec Bogów
- Flatulus – bóg wiatru
- Foorgol – bóg lawin
- Gigilith – bóg mądrości
- Grune – bóg niestrawnych owoców
- Herne Ścigany – to strachliwe i zalęknione bóstwo małych kudłatych zwierzątek, których przeznaczeniem jest zakończyć życie z chrupnięciem i krótkim piskiem
- Hoki – półczłowiek, półkozioł i złośliwy żartowniś, został wygnany z Dunmainfestin za zrobienie Ślepemu Io, przywódcy bogów, starego dowcipu z wybuchającą jemiołą
- Hotologa Andrews, Kroczący Szeroko, Lady Bon Anna, Pan Tesco – bóstwa voodoo, stworzone przez Panią Gogol na bagnach
- Hyperopia – bogini butów
- Jimi – bóg żebraków
- Libertina – bogini morza, szarlotki, pewnych odmian lodów i krótkich kawałków sznurka
- Los – rywal Szczęścia[10]
- Noc[10]
- Nuggan – zajmuje się spinaczami, drobnymi przedmiotami leżącymi na właściwych miejscach na biurku oraz zbędną robota papierkową
- Offler – Bóg Krokodyl[10]
- Obcinacz – bóg odciętych rzeczy
- Om – jedyne bóstwo omnianizmu, państwowej religii Omni. Miał kilka milionów wyznawców i znaczne problemy ze znalezieniem ludzi, którzy w niego wierzą. Jeden z głównych bohaterów Pomniejszych bóstw.
- P’tang P’tang – bóg-traszka, którego nieznający ognia i słowa „wojna” wyznawcy są przekonani, że na świecie żyje 51 osób
- Pani – jej prawdziwe imię brzmi Szczęście, jednak nie wolno go wypowiadać, gdyż od razu zniknie[10]
- Patina – bogini mądrości. Jej atrybutem jest pingwin – zwierzę dość głupie, ale rzeźbiarz nie poradził sobie z przedstawieniem sowy
- Petulia – bogini negocjowalnego afektu
- Przeznaczenie[10]
- Quezovercoatl – Pierzasty Wąż (przypomina boga Quetzalcoatl’a)
- Reg – bóg grajków klubowych
- Ropiejący Bóg Shamharoth
- Sandelfon – bóg korytarzy
- Silicarous – bóg dobrej przyszłości
- Skelde – Duch Dymu
- Smimto – bóg wina
- Ślepy Io – przywódca bogów, odpowiedzialny za ciskanie gromów[10]
- Steikhagel – bóg zapadłych krowich obór
- Sweevo – bóg ciętego drewna
- Szansa[10]
- Topaxi – bóg pewnych gatunków grzybów oraz świetnych pomysłów, które człowiek zapomniał zapisać i teraz już nigdy sobie nie przypomni
- Tuvelpit – bóg wina
- Umcherrel – Dusza Lasu
- Ur Gilash – bóg zabity (razem z kapłankami) przez Oma i jego wyznawców
- Urika – bogini sauny, śniegu i przedstawień teatralnych dla mniej niż 120 widzów
- Wielki Orm – przebywa zwykle w jednym z Niższych Piekieł, poraża ludzi i straszy dzieci; czczony przez Ścisłych Autoryzowanych Ormitów[9]
- Zefir – bóg lekkich wietrzyków[10]